# Örvendi László
Örvendi László József (Hajdúszoboszló, 1951. november 18. –) magyar agrármérnök, gazdálkodó, politikus, 2006 és 2014 között országgyűlési képviselő (Fidesz).

## Élete
Református földműves családban született. Általános iskolai tanulmányait szülővárosában ének-zene tagozaton, középiskolai tanulmányait a Hőgyes Endre Gimnázium biológia–kémia tagozatán végezte. Érettségi után egy éves sorkatonai szolgálatot teljesített, majd a Debreceni Agrártudományi Egyetem hallgatója lett, tanulmányai mellett az egyetem népitánc-csoportjánál és a KLTE Táncház zenekarában brácsázott. 1976-ban szerzett agrármérnöki diplomát, majd 1979-ben mezőgazdasági vízgazdálkodási és öntöző szakmérnökként is végzett.
A nagyhegyesi Vörös Október tsz. gyakornoka lett, később brigádvezető-helyettes, majd főagronómus volt. A rendszerváltás után szülei földjeit visszavásárolva családi gazdálkodásba kezdett, 1992-ben megalapította a Nagyhegyesi Gazdaszövetkezetet, melynek utóbb elnöke lett. A hajdúszoboszlói önkormányzat mezőgazdasági referenseként, majd 1994 és 1998 között falugazdászként dolgozott. 1994-től 2000-ig a Hajdú-Bihar megyei területi agrárkamara alelnöke volt, majd a MAGOSZ elnökségi tagja és a Fidesz Gazdatagozatának tagja lett. 1996-ban aranykoszorús gazda lett.
Az 1998-as önkormányzati választáson Hajdúszoboszlón önkormányzati képviselővé választották, a mezőgazdasági bizottság elnöke lett. 2002 és 2006 között a Hajdú-Bihar megyei közgyűlés képviselője is volt. A 2006-os országgyűlési választáson a Fidesz Hajdú-Bihar megye területi listájáról szerzett mandátumot, az Országgyűlésben a mezőgazdasági bizottság tagja volt. A 2010-es országgyűlési választáson ismét pártja Hajdú-Bihar megyei listájáról jutott a parlamentbe, ahol a fogyasztóvédelmi bizottság és a mezőgazdasági bizottság tagja lett. A 2014-es országgyűlési választáson nem szerzett mandátumot.
A közéletben a MAGOSZ alelnökeként, elnökségi tagjaként és a Nemzeti Agrárgazdasági Kamara Hajdú-Bihar megyei szervezete általános alelnökeként, valamint a Hajdú-Bihar megyei Gazdakörök Szövetsége és a Hajdúszoboszlói Gazdakör elnökeként továbbra is aktív maradt. Hosszú ideje a Hajdúszoboszlói Református Egyházközség főgondnoka. Az új nemzeti érdekképviseleti és kamarai rendszer kialakításához hozzájáruló magas színvonalú szakmai munkája elismeréseként 2020-ban a Magyar Érdemrend Lovagkeresztje polgári tagozatát kapta.